# Německá meziválečná kinematografie
Po první světové válce prožívala německá kinematografie krátké období intenzivního rozkvětu. Kvůli znehodnocení marky bylo možné prodávat německé filmy do zahraničí za nízké ceny a na druhé straně byl zisk z cizích filmů na německém trhu tak nízký, že se producenti ani nesnažili je uvádět. Tato situace přilákala k filmu průmyslníky a bankéře, kteří zde viděli výhodnou investici, a právě takto vznikla obří koncernová firma UFA.
Prvních pět let po válce byly nejplodnějším obdobím německé kinematografie. Během nich byla německá společnost sužována sociálními nepokoji, bídou a hladem. Filmová tvorba se zaměřovala na historické výpravné filmy, ale do popředí se německá kinematografie dostala zejména díky dvěma směrům, které z tohoto poválečného pětiletí učinily klasickou éru, a to expresionismus (důraz na výrazovost v obsahu i formě, tedy ve filmu zejména originální výtvarné řešení scény, nové využití možností dekorace, kostýmů a osvětlení) a kammerspiel (realismus až naturalismus, střízlivé podání problematiky, název odvozen od komorní divadelní hry psychologického charakteru).
Se stabilizací marky docházelo k utlumování filmové produkce, ale jak uvádí Bernard a Frýdlová (Malý labyrint filmu, Praha: Albatros, 1988), se v roce 1922 v Německu vyrobilo 474 hraných filmů. Po roce 1924 se konsolidovaly hospodářské i politické poměry, což na kinematografii působilo nepříznivě. Umělecké ambice brzy vzaly za své, mnoho tvůrců se rozhodlo pro cestu zábavných filmů, řada jich odešla do USA. Ti, kteří zůstali, se věnovali například filmům průřezovým (v centru pozornosti není jedinec, ale dav) či proletářským. Zajímavostí tehdejší německé kinematografie jsou tzv. horské (či také alpské) filmy, popisující romantickou krásu hor, lyžování a alpinismus.
Kinematografie v Německu se dlouho bránila zavedení zvuku (a podle Bernarda a Frýdlové byly ještě v roce 1931 dvě třetiny německých filmů němé) a dříve, než zavedení zvuku stačilo podstatně zvýšit zájem publika, jako se tomu stalo v USA, postihla Německo hospodářská krize, která měla na svědomí nejen pokles návštěvnosti a zvýšení výrobních nákladů, ale na druhé straně přinesla také období hospodářských, sociálních i politických nejistot, v důsledku čehož nastal druhý zlatý věk německé kinematografie v letech 1929–1933, který navázal na tradici expresionismu a kammerspielu, avšak stále byla německá produkce především ve znamení veseloher a hudebních filmů. Od počátku roku 1933, kdy se Hitler ujal moci, byla kinematografie v Německu podřízena ministerstvu propagandy. Na počátku období nacismu vznikaly filmy oslavující nacistickou stranu, ale ministerstvo propagandy je záhy zakázalo, neboť bylo zřejmé, že pro cíle nacistů budou lépe sloužit filmy zábavné a historické, které líčí velké postavy německých dějin. Jak se pomalu blížila válka, objevovaly se více a více filmy s válečnou tematikou a také samozřejmě filmy antisemitské a vůbec národně nesnášenlivé; v průběhu války pak filmy, které pomlouvaly a odsuzovaly téměř všechny ostatní národy.